# Verstek (procesrecht)
In een juridische procedure kan verstek verleend worden wanneer een partij niet komt opdagen. Dit houdt in dat deze procedure toch gevoerd kan worden.

## Verlening
Wanneer een civiele procedure wordt gestart met een dagvaarding of met een verzoekschrift, zal de gedaagde partij actie moeten ondernemen. Afhankelijk van het soort procedure zal de gedaagde in persoon of vertegenwoordigd door een advocaat moeten verschijnen en vervolgens verweer moeten voeren door een verweerschrift of een conclusie van antwoord bij de rechtbank in te dienen. Wanneer de gedaagde niet verschijnt, zal de rechter verstek verlenen en een verstekvonnis uitspreken. Dit houdt doorgaans in dat de eis van de eiser volledig wordt toegewezen, tenzij de rechter de eis of een deel ervan onrechtmatig lijkt zoals in geval van buitengewoon hoge incassokosten. Ook zal de rechter ambtshalve algemene voorwaarden moeten toetsen teneinde te bezien of deze niet onredelijk bezwarend zijn. Let wel: bij een verzoekschriftprocedure kan geen verstek worden verleend als de tegenpartij niet verschijnt.

## Vervolg
Na betekening van het verstekvonnis door de gerechtsdeurwaarder heeft de gedaagde partij slechts vier weken de tijd om in verzet te komen (voor vonnissen welke dateren van voor 1 januari 2002 geldt een verzettermijn van twee weken). Deze termijn treedt in werking slechts wanneer het vonnis door de gerechtsdeurwaarder aan gedaagde partij in persoon wordt betekend. (Zgn. betekening in persoon). Wordt er tijdens de betekening van het vonnis niemand op het adres van gedaagde partij aangetroffen en wordt het vonnis alsook de betekening in een daarvoor speciaal bestemde enveloppe achtergelaten, dan vangt de verzettermijn van vier weken aan wanneer de gedaagde partij stelt inhoudelijk op de hoogte te zijn van het verstekvonnis. De verzettermijn gaat in elk geval lopen na elke daad van executie van het vonnis. Hierbij moet bijvoorbeeld worden gedacht aan een gelegd executoriaal loonbeslag.
Een verzetprocedure vindt plaats door een dagvaarding die aan de oorspronkelijke eiser wordt uitgebracht en waarin wordt gevorderd dat het verstekvonnis ongedaan wordt gemaakt en de vorderingen van de oorspronkelijke eiser alsnog worden afgewezen. De verzetdagvaarding is dan feitelijk de conclusie van antwoord. Dit verzet is niet hetzelfde als een hogerberoepprocedure. In het verzet wordt de procedure voortgezet en komt het verweer van de gedaagde wederom aan de orde. Als de verzettermijn ongebruikt is verstreken, is het vonnis onherroepelijk en krijgt het kracht van gewijsde. Dit alles past in het kader van de hoor en wederhoor.

## Strafprocesrecht
Voor aanvang van een strafzaak wordt de verdachte bij dagvaarding opgeroepen te verschijnen. Een dagvaarding is een mededeling die in persoon dient te geschieden, dan wel dient te worden aangeboden aan het adres, woon- of verblijfplaats, of aan de griffier van de rechtbank. Indien de verdachte niet komt opdagen op de terechtzitting, onderzoekt de rechtbank of de dagvaarding geldig is uitgereikt op straffe van nietigheid. Een andere mogelijkheid die de rechtbank heeft is het verlenen van een bevel tot medebrenging van de verdachte, dit doet zij wanneer het wenselijk wordt geacht dat de verdachte aanwezig is bij de behandeling van diens zaak. Indien geen blijk is van een ongeldige dagvaarding of de wenselijkheid van aanwezigheid van de verdachte, dan kan de rechtbank bevelen dat verstek wordt verleend. Dit houdt in dat de strafzaak buiten de aanwezigheid van de verdachte behandeld wordt en deze zodoende veroordeeld kan worden.
Nederland is aangesloten bij het Europees Verdrag voor de Rechten van de Mens (EVRM), waarin is bepaald dat een ieder recht heeft op een eerlijk proces (artikel 6). Dat behelst het recht voor een verdachte om zichzelf te verdedigen tegen de beschuldigingen van de Staat. In Nederland is in verband met efficiëntie bepaald dat niet tegen ieder rechterlijk vonnis de mogelijkheid van hoger beroep openstaat. Dit geldt voor zogeheten bagatelzaken, waarin de verdachte bijvoorbeeld is veroordeeld tot betaling van een marginale boete. In lijn met het EVRM heeft de bij verstek veroordeelde verdachte dan ook in het belang van een goede rechtsbedeling het recht om in hoger beroep te gaan tegen het vonnis.